# Anyphaena scopulata
Anyphaena scopulata là một loài nhện trong họ Anyphaenidae.
Loài này thuộc chi Anyphaena. Anyphaena scopulata được Frederick Octavius Pickard-Cambridge miêu tả năm 1900.